# Гоффенгайм
49°16′20″ пн. ш. 8°50′40″ сх. д. / 49.272222222222° пн. ш. 8.8444444444444° сх. д.
Гоффенгайм (нім. Hoffenheim) — один з районів міста Зінсгайм, Німеччина. До 1972 року Гоффенгайм — село в окрузі Рейн-Неккар землі Баден-Вюртемберг. З 1972 року належить до міста Зінсгайм. Гоффенгайм відомий всій Німеччині завдяки футбольній команді «Гоффенгайм 1899», яка виступає в першій Бундеслізі з 2008 року. На місцевому діалекті назва місця — Гоффе (нім. Hoffe).